# كاهن تور
كاهن تور (بالفرنسية: Le Curé de Tours)‏ هي رواية قصيرة بقلم أونوريه دي بلزاك، وكتبها في 1832. العنوان الأصلي للرواية هو العزاب (بالفرنسية: Les Célibataires)‏ وتم نشرها في تلك السنة في المجلد الثالث من الطبعة الثانية من مجموعة مشاهد من الحياة الخاصة، ثم أعيد نشرها في عام 1833 ومرة أخرى في عام 1839، وظلت بعنوانها الأول ولكن وضعت في مجموعة «مشاهد من حياة الريف». ولم تنشر بعنوانها الحالي حتى عام 1843 عندما ظهرت في المجلد الثاني من مجموعة «مشاهد من حياة الريف»، وهي المجلد السادس من سلسلته الكبرى «الكوميديا الإنسانية».
وهذه القصة هي من أشهر قصص بلزاك. وتدور أحداث الرواية في تور أو بالقرب منها، مع رحلة قصيرة إلى باريس، في العام 1826.